# Homer Hickam
Homer Hadley Hickam, Jr. (né le 19 février 1943) est un auteur américain, vétéran de la guerre du Viêt Nam, qui fut également ingénieur pour la National Aeronautics and Space Administration (NASA).
Son livre autobiographique Rocket Boys: A Memoir, a été un best-seller aux États-Unis, et est étudié dans les écoles américaines. C'est la base du film populaire Ciel d'octobre (1999). Hickam a également écrit divers romans dont la série des Josh Thurlow. Ses livres ont été traduits en diverses langues. Homer Hickam est marié à Linda Terry Hickam, artiste qui est également l'assistante et l'éditrice de l'auteur.

## Livres

### SérieCoalwood
- Rocket Boys
- The Coalwood Way
- Sky of Stone
- We Are Not Afraid

### SérieJosh Thurlow
- The Keeper's Son
- The Ambassador's Son
- The Far Reaches
- Non-fiction companion volume: Torpedo Junction

### Autres
- Back to the Moon: A Novel
- Red Helmet
- Torpedo Junction
- The Dinosaur Hunter